# Jane (série de televisão)
Jane é uma série de televisão estadunidense-canadense, produzida pela Sinking Ship Entertainment e pelo Instituto Jane Goodall. A série estreou mundialmente em 14 de abril de 2023 na Apple TV+.
Baseada nas missões de Jane Goodall, a série é sobre uma menina de 9 anos, chamada Jane Garcia, que é uma aspirante a ambientalista cuja missão é salvar espécies ameaçadas de extinção. Usando sua imaginação, ela embarca em aventuras com seus amigos David e Greybeard (um chimpanzé) para proteger animais selvagens de todo o mundo.
No Brasil, a série foi ao ar em 14 de abril de 2023 na Apple TV+. Apesar da série ser dublada apenas no Brasil, não houve dublagem para a versão em Portugal e veio apenas com legenda. 

## Premissa
Uma jovem ambientalista que idolatra Jane Goodall embarca em uma aventura com sua melhor amiga e um chimpanzé para proteger os animais selvagens do mundo.

## Locais de produção e filmagem
A série foi encomendada pela Apple TV+ em fevereiro de 2021, sendo uma série híbrida de animação e ação ao vivo. Foi produzido em conjunto com o Instituto Jane Goodall. O elenco da série foi revelado em janeiro de 2023, com Ava Louise Murchison estrelando o papel titular. A série inteira foi inteiramente filmada no Canadá (principalmente em Toronto), enquanto alguns episódios foram filmados em locações na Costa Rica e na África.

## Elenco e personagens

### Personagens principais
- Ava Louise Murchison como Jane Garcia, uma menina de 9 anos de ascendência filipina e mexicana, aspirante a ambientalista cuja missão é proteger espécies ameaçadas de extinção, usando sua imaginação.
- Mason Blomberg como David, o melhor amigo de Jane que parte em aventuras com Jane para proteger espécies ameaçadas de extinção. Ele tem os mesmos traços imaginativos de Jane.
- Tamara Almeida como Maria, mãe de Jane que mora em um prédio de apartamentos, ao lado da filha e do marido, Tata.
- Greybeard, um bicho de pelúcia que Jane possui e que se transforma em uma forma de chimpanzé animada por computador a partir de sua imaginação.

### Personagens recorrentes
- Paul Sun-Hyung Lee como Sr.
- Al Rodrigo como Tata, marido de Maria Garcia e pai de Jane.
- Dan Abramovici como Lucas, pai de David.
- Sam Marra como Kevin
- Jazz Allen como Millie
- Armando Alera como Caixa
- Lucian-River Chauhan como Kurtis
- Marium Carvell como Dawn
- Mark McKinney como Sr. Harrison
- Mary-Louise Parker como Robin
- Dion Johnstone como André
- Samantha Walkes como Toni
- Brian George como Sr. Siddartha
- Jayne Eastwood como Sra.
- Wilfred Lee como Alex
- Marnie Brunton como Lauren
- Graham Greene como James
- Elise Bauman como Annisa